# アメリカン・フットボール (バンド)
アメリカン・フットボール（英: American Football）は、アメリカ・イリノイ州アーバナ出身のロックバンド。作品の題名は全てセルフタイトルとして発表されている。

## 経歴
マイク・キンセラとスティーヴ・ホームズはともにウィーリング高校の生徒であり、マイクは当時キャップン・ジャズに在籍、ホームズはさまざまなバンドを掛け持ちしていた。マイクとスティーヴ・ラモスはデイヴィッド・ジョンソン（David Johnson）やアレン・ジョンソン（Allen Johnson）らと共にザ・ワン・アップ・ダウンステアーズ（The One Up Downstairs）を結成し、マイクはボーカルを担当していた。バンドは3曲入りの7インチレコードをポリヴァイナル・レコーズからリリースする計画だったが、あえなく取りやめとなった。これらの曲は2006年にインターネット上で公開され、2009年には実際にポリヴァイナル・レコーズから7インチレコードとしてリリースされる形となった。
デイヴィッドとアレンはその後、ベリー・セクレタリー（Very Secretary）を結成。マイクとラモスはホームズとともにアメリカン・フットボールとして活動を始める。アメリカン・フットボールは2枚のセルフタイトル作品を1998年にEPとして、1999年には初のフル・アルバムとして、ともにポリヴァイナル・レコーズからリリースした。EPではベースが録音されておらず、アルバムではマイクがベースを担当した。
フル・アルバムのリリースから一年経たずして、バンドはスタジオのみのプロジェクトに移行した。それからまもなくして活動の休止を決断することとなる。にもかかわらず、バンドはその実直で告白的な歌詞や、変拍子を織り交ぜたマスロック然とした繊細な音楽性が高く評価され、名声を獲得していった。それらの要素は、後年のマイクのソロ・プロジェクト、オーウェンでも垣間見ることができる。
2014年3月20日、ポリヴァイナルはファースト・アルバム『American Football』のデラックス・エディションのリリースを発表。オリジナルの9曲に加え、さらに10曲のデモやライブ音源を加えた内容となっている。媒体は赤色180グラム重量盤2枚組、2枚組CD、カセットテープ、およびダウンロード。また、緑、黄色180グラム重量盤による別バージョンが2000枚限定でプレスされた。これらはすべて2014年5月20日にリリースされている 。
同年4月21日、アメリカン・フットボールはシャンペーンとニューヨークにて2日間のライブを敢行。ウェブスター・ホールでの追加公演も決定し、チケットは即完売した。これらの公演では、マイクのいとこであるネイト・キンセラがベースを担当した。その後、アメリカ全土、カナダ、スペイン、イギリス、オーストラリア、日本など、世界各地を公演して周った。
2016年10月21日、セカンド・アルバム『American Football』をポリヴァイナルよりリリース。ジャケット写真はファースト・アルバムで撮影された家屋と同一のものである。この「アメリカン・フットボール・ハウス」はエモ・ミュージックのランドマーク的な存在ともなり、各地の音楽ファンがこの建物を撮影しようとアーバナを訪れている。
2018年12月11日、サード・アルバム『American Football』のリリースを予定していることをInstagramで発表し、Apple MusicとiTunesにて予約を開始した。同時に収録曲の「Silhouettes」が先行公開されている。アルバムは、2019年3月22日にリリースされた。
2021年7月16日、スティーヴ・ラモスがバンドを脱退したことを発表。しかし、2023年にバンドに復帰している。
2021年12月9日、シングル『Rare Symmetry』、『Fade Into You』（マジー・スターのカバー）をリリース。

## メンバー
- マイク・キンセラ (Mike Kinsella) - ボーカル、ギター、ベース
- スティーヴ・ホームズ (Steve Holmes) - ギター
- ネイト・キンセラ (Nate Kinsella) - ベース

- スティーヴ・ラモス (Steve Lamos) - ドラム、パーカッション

## ディスコグラフィ

### スタジオ・アルバム
- American Football (1999年)
- American Football (2016年)
- American Football (2019年)

### EP
- American Football EP (1998年)
- Year One Demos EP (2019年)